# Road America 500 2002
Navigation
Édition suivante
Le Road America 500 2002, disputé sur le 7 juillet 2002 sur le circuit de Road America est la quatrième manche de l'American Le Mans Series 2002.

## Course

### Classement de la course
Classement final de la course (vainqueurs de catégorie en gras),:
| Pos.   | Catégorie | N° | Écurie                   | Pilotes                                       | Châssis                         | Pneus | Tours/Abandon |
| Pos.   | Catégorie | N° | Écurie                   | Pilotes                                       | Moteur                          | Pneus | Tours/Abandon |
| ------ | --------- | -- | ------------------------ | --------------------------------------------- | ------------------------------- | ----- | ------------- |
| 1      | LMP900    | 2  | Audi Sport North America | Tom Kristensen Rinaldo Capello                | Audi R8                         | M     | 118           |
| 1      | LMP900    | 2  | Audi Sport North America | Tom Kristensen Rinaldo Capello                | Audi 3.6L Turbo V8              | M     | 118           |
| 2      | LMP900    | 1  | Audi Sport North America | Emanuele Pirro Frank Biela                    | Audi R8                         | M     | 118           |
| 2      | LMP900    | 1  | Audi Sport North America | Emanuele Pirro Frank Biela                    | Audi 3.6L Turbo V8              | M     | 118           |
| 3      | LMP900    | 38 | Champion Racing          | Johnny Herbert Stefan Johansson               | Audi R8                         | M     | 118           |
| 3      | LMP900    | 38 | Champion Racing          | Johnny Herbert Stefan Johansson               | Audi 3.6L Turbo V8              | M     | 118           |
| 4      | LMP900    | 30 | Intersport               | Clint Field John Field                        | Lola B2K/10B                    | G     | 111           |
| 4      | LMP900    | 30 | Intersport               | Clint Field John Field                        | Judd GV4 4.0L V10               | G     | 111           |
| 5      | GTS       | 4  | Corvette Racing          | Andy Pilgrim Kelly Collins                    | Chevrolet Corvette C5-R         | G     | 109           |
| 5      | GTS       | 4  | Corvette Racing          | Andy Pilgrim Kelly Collins                    | Chevrolet 7.0L V8               | G     | 109           |
| 6      | GTS       | 3  | Corvette Racing          | Ron Fellows Johnny O'Connell Oliver Gavin     | Chevrolet Corvette C5-R         | G     | 108           |
| 6      | GTS       | 3  | Corvette Racing          | Ron Fellows Johnny O'Connell Oliver Gavin     | Chevrolet 7.0L V8               | G     | 108           |
| 7      | GTS       | 0  | Team Olive Garden        | Mimmo Schiattarella Emanuele Naspetti         | Ferrari 550 Maranello           | M     | 106           |
| 7      | GTS       | 0  | Team Olive Garden        | Mimmo Schiattarella Emanuele Naspetti         | Ferrari 6.0L V12                | M     | 106           |
| 8      | GT        | 22 | Alex Job Racing          | Timo Bernhard Jörg Bergmeister                | Porsche 911 GT3-RS              | M     | 104           |
| 8      | GT        | 22 | Alex Job Racing          | Timo Bernhard Jörg Bergmeister                | Porsche 3.6L Flat-6             | M     | 104           |
| 9      | GT        | 23 | Alex Job Racing          | Sascha Maassen Lucas Luhr                     | Porsche 911 GT3-RS              | M     | 104           |
| 9      | GT        | 23 | Alex Job Racing          | Sascha Maassen Lucas Luhr                     | Porsche 3.6L Flat-6             | M     | 104           |
| 10     | LMP675    | 13 | Archangel Motorsports    | Peter MacLeod Larry Oberto Ben Devlin         | Lola B2K/40                     | D     | 103           |
| 10     | LMP675    | 13 | Archangel Motorsports    | Peter MacLeod Larry Oberto Ben Devlin         | Ford (Millington) 2.0L Turbo I4 | D     | 103           |
| 11     | GT        | 66 | The Racer's Group        | Kevin Buckler Michael Schrom Brian Cunningham | Porsche 911 GT3-RS              | M     | 103           |
| 11     | GT        | 66 | The Racer's Group        | Kevin Buckler Michael Schrom Brian Cunningham | Porsche 3.6L Flat-6             | M     | 103           |
| 12     | LMP675    | 77 | AB Motorsport            | Jimmy Adams Joe Blacker John Burke            | Pilbeam MP84                    | A     | 103           |
| 12     | LMP675    | 77 | AB Motorsport            | Jimmy Adams Joe Blacker John Burke            | Nissan (AER) VQL 3.0L V6        | A     | 103           |
| 13     | GT        | 52 | Seikel Motorsport        | Hugh Plumb Philip Collin Tony Burgess         | Porsche 911 GT3-RS              | Y     | 102           |
| 13     | GT        | 52 | Seikel Motorsport        | Hugh Plumb Philip Collin Tony Burgess         | Porsche 3.6L Flat-6             | Y     | 102           |
| 14     | GT        | 42 | Orbit                    | John Lloyd Tony Kester Gary Schultheis        | Porsche 911 GT3-RS              | M     | 101           |
| 14     | GT        | 42 | Orbit                    | John Lloyd Tony Kester Gary Schultheis        | Porsche 3.6L Flat-6             | M     | 101           |
| 15     | GT        | 43 | Orbit                    | Leo Hindery Peter Baron                       | Porsche 911 GT3-RS              | M     | 100           |
| 15     | GT        | 43 | Orbit                    | Leo Hindery Peter Baron                       | Porsche 3.6L Flat-6             | M     | 100           |
| 16     | GT        | 34 | XL Racing                | Stefano Buttiero Craig Stanton                | Ferrari 550 Maranello           | Y     | 100           |
| 16     | GT        | 34 | XL Racing                | Stefano Buttiero Craig Stanton                | Ferrari 5.4L V12                | Y     | 100           |
| 17     | GT        | 89 | Porschehaus Racing       | Robert Julien Adam Merzon                     | Porsche 911 GT3-RS              | D     | 98            |
| 17     | GT        | 89 | Porschehaus Racing       | Robert Julien Adam Merzon                     | Porsche 3.6L Flat-6             | D     | 98            |
| 18 DNF | GTS       | 44 | American Viperacing      | Marc Bunting Tom Weickardt Tom Grunnah        | Dodge Viper GTS-R               | P     | 94            |
| 18 DNF | GTS       | 44 | American Viperacing      | Marc Bunting Tom Weickardt Tom Grunnah        | Dodge 8.0L V10                  | P     | 94            |
| 19     | LMP675    | 11 | KnightHawk Racing        | Chad Block Steven Knight Mel Hawkins          | MG-Lola EX257                   | A     | 91            |
| 19     | LMP675    | 11 | KnightHawk Racing        | Chad Block Steven Knight Mel Hawkins          | MG (AER) XP20 2.0L Turbo I4     | A     | 91            |
| 20 DNF | LMP900    | 17 | MBD Sportscar            | Scott Maxwell Milka Duno                      | Panoz LMP07                     | G     | 89            |
| 20 DNF | LMP900    | 17 | MBD Sportscar            | Scott Maxwell Milka Duno                      | Mugen MF408S 4.0L V8            | G     | 89            |
| 21 DNF | GT        | 79 | J-3 Racing               | Justin Jackson Mike Fitzgerald David Murry    | Porsche 911 GT3-RS              | D     | 88            |
| 21 DNF | GT        | 79 | J-3 Racing               | Justin Jackson Mike Fitzgerald David Murry    | Porsche 3.6L Flat-6             | D     | 88            |
| 22     | LMP900    | 18 | MBD Sportscar            | John Graham Didier de Radiguès                | Panoz LMP07                     | G     | 82            |
| 22     | LMP900    | 18 | MBD Sportscar            | John Graham Didier de Radiguès                | Mugen MF408S 4.0L V8            | G     | 82            |
| 23 DNF | LMP675    | 56 | Team Bucknum Racing      | Jeff Bucknum Chris McMurry Bryan Willman      | Pilbeam MP84                    | A     | 81            |
| 23 DNF | LMP675    | 56 | Team Bucknum Racing      | Jeff Bucknum Chris McMurry Bryan Willman      | Nissan (AER) VQL 3.4L V6        | A     | 81            |
| 24 DNF | LMP900    | 50 | Panoz Motor Sports       | David Brabham Jan Magnussen                   | Panoz LMP01 Evo                 | M     | 69            |
| 24 DNF | LMP900    | 50 | Panoz Motor Sports       | David Brabham Jan Magnussen                   | Élan 6L8 6.0L V8                | M     | 69            |
| 25     | LMP675    | 37 | Intersport               | Jon Field Mike Durand                         | MG-Lola EX257                   | G     | 48            |
| 25     | LMP675    | 37 | Intersport               | Jon Field Mike Durand                         | MG (AER) XP20 2.0L Turbo I4     | G     | 48            |
| 26 DNF | GTS       | 45 | American Viperacing      | Shane Lewis Gianni Morbidelli                 | Dodge Viper GTS-R               | P     | 45            |
| 26 DNF | GTS       | 45 | American Viperacing      | Shane Lewis Gianni Morbidelli                 | Dodge 8.0L V10                  | P     | 45            |
| 27 DNF | LMP900    | 51 | Panoz Motor Sports       | Bryan Herta Bill Auberlen                     | Panoz LMP01 Evo                 | M     | 21            |
| 27 DNF | LMP900    | 51 | Panoz Motor Sports       | Bryan Herta Bill Auberlen                     | Élan 6L8 6.0L V8                | M     | 21            |
| 28 DNF | GTS       | 26 | Konrad Motorsport        | Franz Konrad Terry Borcheller                 | Saleen S7-R                     | P     | 8             |
| 28 DNF | GTS       | 26 | Konrad Motorsport        | Franz Konrad Terry Borcheller                 | Ford 7.0L V8                    | P     | 8             |
| DSQ†   | GT        | 31 | Petersen Motorsports     | Randy Pobst Johnny Mowlem                     | Porsche 911 GT3-RS              | Y     | 90            |
| DSQ†   | GT        | 31 | Petersen Motorsports     | Randy Pobst Johnny Mowlem                     | Porsche 3.6L Flat-6             | Y     | 90            |
| DNS    | LMP675    | 62 | Team Spencer Motorsports | Dennis Spencer Rich Grupp                     | Lola B2K/42                     | A     | -             |
| DNS    | LMP675    | 62 | Team Spencer Motorsports | Dennis Spencer Rich Grupp                     | Mazda 1.3L 2-Rotor              | A     | -             |